# Brynmawr
Brynmawr (auch Bryn-Mawr, Ausspracheⓘ) ist ein Ort mit dem Status einer Community in der walisischen Principal Area Blaenau Gwent County Borough. Die Community hatte beim Zensus 2011 5530 Einwohner.

## Geographie
Brynmawr liegt zwischen dem Tal des River Usk im Norden und den von der Kohleindustrie genutzten Tälern im Süden. Dabei ist Brynmawr laut der Autorenfamilie Wiliam das einzige walisische Dorf, das sich nicht klar dem industriellen oder dem landwirtschaftlichen Wales zuordnen lässt, allerdings fühlten sich die Einwohner eher dem vom Bergbau geprägten Wales zugehörig. Historisch gesehen gehörte Brynmawr zu Brecknockshire, heutzutage liegt die Community Brynmawr aber im Norden von Blaenau Gwent County Borough an der Grenze zu den Principal Areas Powys und Monmouthshire. Im Westen grenzt die Community an die Community Beaufort, im Süden an die Community Nantyglo and Blaina, im Norden an die zu Powys gehörende Community Llangattock und im Osten an die zum Monmouthshire gehörende Community Llanelly. Die Grenzen der Community wurden letztmals im Jahr 2010 geändert. Die Siedlung Brynmawr selbst liegt im Süden der Community und damit angrenzend zur Ortschaft Nantyglo. Der Norden der Community weist keine Siedlungen auf, wird aber von einer Straße von Westen her durchquert. Die Community wird zudem vom River Clydach durchflossen. Brynmawr liegt auf etwa 353,8 Metern Höhe. Die Community und der Ward sind deckungsgleich.

## Geschichte
Brynmawr ist ein Bergbauort. Auf dem Gebiet des Dorfes selbst gab es abgesehen vom Abbau oberirdischer Kohlevorkommen keine Kohle- oder Schwerindustrie. Allerdings waren diese Vorkommen im 19. Jahrhundert abgebaut gewesen. Etwa zwei Drittel der knapp 7.500 Einwohner (Stand 1929) nutzten Brynmawr nur als Schlafplatz und gingen in den Fabriken oder Bergwerken der umliegenden Dörfer arbeiten. Somit profitierte das Dorf trotzdem von der Kohleindustrie, wobei sich die Entwicklung auch auf die Entstehung kleiner Geschäfte in Brynmawr ausgewirkt hatte. Nachdem das Dorf im 19. Jahrhundert mehrere kleinere Wirtschaftskrisen und Choleraepidemien überstanden hatte, verschlechterte sich die Lage im Dorf ab den 1860er-Jahren, als bis in die 1870er-Jahre hinein mehrere Stahlwerke in den umliegenden Dörfern schlossen und die Arbeiter ins Rhondda zogen, um dort Arbeit zu finden. Infolgedessen sanken die Bevölkerungszahlen, doch zum Anfang des 20. Jahrhunderts erlebte die Kohleindustrie in der Region ein kurzzeitiges Comeback. Dies endete jedoch nach dem Ersten Weltkrieg, als es in der Gegend um Brynmawr zu einem Wirtschaftseinbruch kam.
Infolge des Ersten Weltkrieges, fehlender Modernisierung in der Kohlewirtschaft und der sukzessiven Ersetzung der Kohle durch Erdöl gerieten in Wales die Grundstoffindustrien in eine Rezession. durch der zahlreiche Unternehmen Arbeitskräfte entlassen mussten. Um Brynmawr schlossen in dieser Zeit sechs von sieben Minen, was sich auch auf den Einzelhandel auswirkte. Dadurch, dass sich nun die verbleibenden Arbeitgeber der Region ihre Arbeitskräfte aussuchen konnten und Brynmawr relativ weit weg lag, blieben die Arbeitslosenzahlen in Brynmawr hoch. Verstärkend kamen die Folgen des Generalstreik im Vereinigten Königreich 1926, der nach sechs Monaten von den südwalisischen Arbeitern zu schlechten Konditionen aufgegeben werden musste, und die Schließung der Stahlwerke von Ebbw Vale 1929 hinzu. In Brynmawr waren damit knapp der drei Viertel der potenziellen Arbeitskräfte arbeitslos, die über 40-Jährigen stets seit mindestens 1925. Anfang der 1930er-Jahre war Brynmawr mit einer Arbeitslosenquote von 90 % bei den Versicherten einer der Spitzenreiter der Statistik. Auch wenn die Arbeitslosen durchschnittlich circa 2,5 Tage pro Woche auf dem Arbeitsamt verbrachten, fanden nur wenige Leute Arbeit.
Dadurch rückte der Ort in das Interesse der Quäker, die ab 1928 in dem Ort aktiv waren und das sogenannte Brynmawr-Experiment vornehmlich zur Reduzierung der Arbeitslosenzahlen initiieren. Sie gründeten ab 1929 mehrere kleine Unternehmen, die bezahlte Arbeitsplätze boten. Allerdings waren die meisten Unternehmen nur von kurzer Dauer, Ausnahmen waren die Brynmawr Furniture Makers im Möbelbau und die Brynmawr Bootmakers als Schuhmacher. Letztes Unternehmen konnte bis zur Übernahme durch die Konkurrenz anno 1959 übernehmen, ersteres Unternehmen wurde zwar schon 1940 aufgelöst, gilt aber aus verschiedenen Gründen wie dem Einfluss und der Bekanntheit als erfolgreichstes Unternehmen des Experiments. Trotzdem blieben die Auswirkungen auf die Arbeitslosenzahlen ehr marginal, vielen fanden erst in der blühenden Wirtschaft des Zweiten Weltkriegs oder in der Armee Arbeit. Später gab es nochmals einen ökonomischen Projektversuch mit 250 Arbeitsplätzen, das von Dunlop übernommen wurde. Abgesehen von diesem Versuch bekam das Dorf erst in den 1970er-Jahren mit der Einführung von Leichtindustrien etwas Aufwind. 1973 konnten durch die Ansiedlung eines Technologieunternehmens, das Disketten und Magnetbänder produzierte, 2.000 Arbeitsplätze geschaffen werden, wobei vor allem Frauen davon profitierten. Dennoch waren im Jahr 1985 20 % der Einwohner arbeitslos und die Jugend zumeist ohne Qualifikationen. Nachdem die Kohleindustrie in diesem Zeitraum endgültig ihren Niedergang hatte, konnte die lokale Wirtschaft auch zu Beginn des 21. Jahrhunderts kaum wiederbelebt werden.

## Bauwerke
In Brynmawr existieren zwei von in die Statutory List of Buildings of Special Architectural or Historic Interest aufgenommenen Gebäuden. Dies ist zum einen das frühere Heizhaus der Dunlop Semtex Factory im Süden von Brynmawr und zum anderen Pfarrhaus im Norden des Ortes.

## Infrastruktur
Brynmawr hat einen eigenen Marktplatz, auf dem an jedem Samstagmorgen ein Markt stattfindet. Brynmawr hat den Ruf, der höchste Ort mit Marktrecht im Vereinigten Königreich zu sein. Rund beziehungsweise auf dem Marktplatz befinden sich ein Kriegsdenkmal sowie ein Kino, das Brynmawr & District History Museum – ein Heimatmuseum, in dem verschiedene Alltagsgegenstände und ähnliches aus Brynmawr ausgestellt werden – sowie verschiedene Einzelhändler. Außerdem existiert in Brynmawr eine eigene Bibliothek.

## Verkehr
Brynmawr wird von verschiedenen regionalen und überregionalen Straßen durchquert, darunter die A465 road. Zudem haben mehrere Buslinien in Brynmawr mindestens einen Haltepunkt.